# Diegueño Indijanci
Diegueño (Kumeyaay, Kumei, Kumiai, Cumeyaay, Tipai-Ipai).- Grupa plemena Yuman Indijanaca nastanjenih na jugu Kalifornije u okrugu San Diego (otuda i ime Diegueño). Diegueñosi se dijele na dvije glavne grupe, to su Northern Diegueño ili Ipai i Southern Diegueño ili Tipai. 
Diegueñosi su uz more živjeli ods mora, i sakupljanja žira i oskudne agrikulture u unutrašnjosti. Kroz 18. stoljeće bili su podijeljeni na kojih 50 bandi. Španjolci prvu misiju San Diego, podižu među njima 1769. kada se preobraćeni na kršćanstvo, a okrug San Diego dobiva ime po njoj. U kasnom 18. stoljeću Diegueño populacija iznosi između 3,000 i 9,000.  Nakon 1870. godine američki imigranti ulaze na područje Kumeyaaya i oduzimaju im zemlju, a oni su porazmještani po neadekvatnim mnogobrojnim malenim rezervatima. Danas 2,500 (2000.)Diegueñosa žive na rezervatima Barona, Campo, Capitan Grande, Cuyapaipe, Inaja-Cosmit, La Posta, Manzanita, Mesa Grande, San Pasqual, Santa Ysabel, Sycuan, Viejas (Baron Long) i Jamul Indian Village.

## Sela
Aha-hakaik, Ahta, Ahwat, Amai'-tu, Amat-kwa'-ahwat, Amotanebuwe, Anyaha, Awaskai, Ekwainak, Emitl-kwatai, Ewaiapaip, Guyapipe, Hakam, Hamacha, Hamul, Hanwi, Hapai, Hapawu, Hasasei, Hasumel, Hata'am, Hawai, Hawi, Ilokwi, Inmasi, Inyahkai, Kamachal, Kohwat, Kokwiltl, Kosmit, Kosoi, Kwalhwut, Kwatai, Maktati, Maramoido, Matamo, Mat-ahwat-is, Meti, Netlmol, Nipawai, Otai, Pauipu, Pauwai, Pokol, Pu-shuyi,  Sekwan, Shana, Sinyau-tehwir, Sinyeweche, Tapanke, Tokakamalai, Wemura, Witlinak.

## Bande
Hodge navodi za njihove nekadašnje bande tri imena: Kiliwi (Kiliwa), Conejos i Coyotes.

## Povijest
Zaljev San Diego Cabrillo otkriva još 1542. godine ali njihob broj počet će opadati tek ualskom u 19 stoljeće, pa će od 3,000 (1800.) spasti na 1,711 (1828.). Tijekom kontakta sa Španjolcima među njima je utemeljena i prva misija San Diego de Alcala. U 19. stojeću kada SAD-preuzimaju vlast u Kaliforniji Diegueñi su poslani na mnoge malene rezervate: Capitan Grande, Inaja-Cosmit, Mesa Grande, Sycuan i Viejas  (1875.); Campo, Cuyapaipe, La Posta, Manzanita i Santa Ysabel (1893.); i San Pasqual (1910.). Pleme je 1863 stradalo od boginja.

## Etnografija
Kumeyaayima je brašno kojega dobivaju mrvljenjem žira i iz kojega se rade pogače. Bave se i lovom na jelene, zeca, vodene ptice, vjeverice, oposuma i zmije. Neke životinje, poput goluba i medvjeda bile su svete, i nisu se koristile u prehrani. Trgovina je također bila aktivna. Trgovali su sandalama od jukinih vlakana, sol, školjke, jelenjim kožama, sušenom ribom, vršcima od jaspida i kamenom 'soapstone' i plovučcem (pumice stone).
Kumeyaayi imaju mnoge tradicije i ceremonije. Djeca imena dobivaju između druge i pete godine. Šamani su religiozne vođe i medicine mani, za svoj rad plaćeni u darovima, koji se vraćaju ako bi pacijent umro. Mrtve su spaljivali zajedno s njihovom odjećom i vlasništvom. Incijacijskim obredima dječaka i djevojčica u dobi od 13 godina, uvodili bi ih u svijet odraslih, i one su bile veoma značajne u kulturi Indijanaca Diegueño.

## Vanjske poveznice
- Foto galerija
- The Kumeyaay
- Let's Speak Kumeyaay  Arhivirana inačica izvorne stranice od 1. srpnja 2006. (Wayback Machine)
- The Kumeyaay Indians  Arhivirana inačica izvorne stranice od 2. studenoga 2006. (Wayback Machine)
- The Kumeyaay Millenium